# Acacia anisophylla
Acacia anisophylla är en ärtväxtart som beskrevs av Sereno Watson. Acacia anisophylla ingår i släktet akacior, och familjen ärtväxter. Inga underarter finns listade i Catalogue of Life.